# Улица Короленко (Екатеринбург)
У́лица Короле́нко (прежнее название: Берёзовская) — улица в жилом районе «Центральный» Железнодорожного административного района Екатеринбурга.

## Происхождение и история названий
Название Берёзовская улица впервые обнаруживается на плане, сделанным Е. Н. Коротковым в 1880 году, само название могло появится значительно раньше. Название улицы, по-видимому, связано с названием Берёзовского завода и одноимённого посёлка, в сторону которых улица и имела направление. Современное название улица получила в 1940-е годы в честь русского писателя Владимира Галактионовича Короленко (1853—1921).

## Расположение и благоустройство
Улица Короленко проходит параллельно улице Шевченко, начинается от улицы Мамина-Сибиряка и заканчивается у улицы Восточной (прямого пересечения нет). Пересекается с улицей Луначарского, примыканий улиц нет. Протяжённость улицы составляет около 400 метров. Ширина проезжей части — шесть-семь метров (по одной полосе в каждую сторону движения).
Светофоров и нерегулируемых пешеходных переходов на протяжении улицы Короленко не имеется. Улица оборудована тротуарами и уличным освещением.

## История
Берёзовская улица (будущая Короленко) возникла в первой четверти XIX века в соответствии с генеральным планом Екатеринбурга 1804 года, зафиксирована и на более поздних городских планах 1829 и 1845 годов. Начала формироваться от улицы Мамина-Сибиряка (бывшая Водочная) в восточном направлении, через два квартала выходила на Берёзовскую площадь и далее на городской выгон. К 1880-м годам было заселено более трёх кварталов улицы.
Согласно результатам городской переписи 1887 года, на Берёзовской улице имелось три домовладения — мещанина Я. Е. Гаврина, мещанки Глафиры Черкасовой (усадьба № 7, на углу с улицей Кузнецкой) и отставного урядника Г. В. Безматерных, служившего регистратором в уездном полицейском управлении. Все дома были деревянными и одноэтажными. У Г. В. Безматерных на усадьбе были конюшни и баня, а также мелочная лавка недалеко от дома, на улице Водочной, 91.
В 1960-е — 1970-е годы старая одноэтажная застройка улицы была снесена, а на её месте построена многоэтажная жилая застройка. К западу от улицы находится территория завода «Уралтрансмаш», на углу с улицей Луначарского находится Екатеринбургское протезно-ортопедическое предприятие.

## Транспорт

### Наземный общественный транспорт
Ближайшая остановка общественного транспорта
- «Ортопедическое предприятие»:

Автобус: № 114;
Трамвай: № 2, 3, 8, 14, 20, 21, 22, 25, 26, 27, 32;
Маршрутное такси: № 021.

### Ближайшие станции метро
В 900 м от начала улицы Короленко находится станция 1-й линии Екатеринбургского метрополитена  «Динамо», от которой до улицы Короленко можно добраться на троллейбусе № 4 (до остановки «Луначарского (Шевченко)» с последующим переходом 300 м на север) или на других маршрутах общественного транспорта, но с пересадками.